# La Malédiction des pharaons (roman)
Pour les articles homonymes, voir La Malédiction des pharaons.
La Malédiction des pharaons (The Curse of the Pharaohs) est un roman policier historique d'Elizabeth Peters paru en 1981. C'est le second titre de la série Amelia Peabody.

## Résumé
En 1892, l'intrépide Amelia et Radcliffe Emerson, désormais mariés et parents d'un petit garçon, ont regagné l'Angleterre où ils ont passé cinq années sans fouilles ni soleil. Sans se l'avouer, tous deux regrettent leurs travaux archéologiques, aussi lorsque la veuve de Lord Baskerville vient demander à Emerson de reprendre les rênes du chantier  entrepris à Louxor, et élucider la mort tragique du vieux lord, les deux époux laissent leur rejeton en Angleterre et repartent pour l'Égypte. Ils y feront la connaissance d'un journaliste irlandais, Kevin O'Connell et d'un richissime Américain, Cyrus Vandergelt.